# Egy oldalsávos moduláció

Alapsávi jel, normál AM, és SSB (USB és LSB) frekvenciaspektrumának ábrázolása

Az egy oldalsávos moduláció (angolul: Single Side Band - SSB) a rádiós kommunikációban használt amplitúdómoduláció egyik fajtája, a rádióamatőr gyakorlatban legelterjedtebb beszédátviteli moduláció (ennek jelölése: SSB-SC - „egy oldalsávos, elnyomott vivőjű”).  Az egy oldalsávos, elnyomott vivőjű átvitel lényege, hogy az adó a vivőhullámot elnyomja, mivel az nem hordoz információt és csak az alsó vagy felső oldalsávot sugározza ki. Ezzel energiamegtakarítás érhető el, és az adó csak fele akkora sávszélességet használ. Hátránya, hogy a vevő bonyolultabb, mint ami egy normál AM-adás vételéhez szükséges.
Az alapján, hogy melyik oldalsávot használjuk, beszélünk USB (Upper Side Band = felső oldalsáv) és LSB (Lower Side Band = alsó oldalsáv) módokról. Ha USB-ben veszünk egy LSB adást (vagy fordítva), akkor az alacsony és magas frekvenciájú hangfrekvenciás összetevők felcserélődnek, amely hatására furcsán bugyogó, érthetetlen hangot hallunk. Az SSB-adás normál AM-vevővel is fogható, de a beszéd nehezen érthető vagy teljesen érthetetlen.
Az adásmódokat nemzetközileg meghatározott rövidítésekkel jelölik.
Az amatőr rádiós gyakorlatban a következőképpen alakult ki az oldalsávok használata:
- 10 MHz frekvencia alatt LSB
- 10 MHz frekvencia felett USB

## Története
Az Észak-amerikai Szabványügyi Hivatal 1915. december 1-jén rögzítette az első szabadalmat „SSB” témában 1449382 szám alatt, Method and Means for Signaling with High Frequency Waves címmel, ami John Renshaw Carson (AT&T) munkája volt. A szabadalmat 1923. március 27-én adták ki.
Az amerikai haditengerészet már az első világháború előtt kísérletezett SSB-átvitellel.
Az SSB kereskedelmi alkalmazása 1927. január 7-én kezdődött, amikor hosszúhullám alkalmazásával rádiótelefonos összeköttetést teremtettek New York és London között. Az adók Rocky Pointban (New York állam), és Rugby-ben (Anglia) voltak.
Az SSB-t a vonalas telefonálásban már az 1930-as évektől alkalmazták a nagy távolságú összeköttetéseknél, mert segítségével azonos sávszélességen több beszédcsatornát tudtak átvinni. Ezt frekvenciaosztásos multiplexelésnek nevezték (angolul: frequency-division multiplexing - FDM).
A rádióamatőrök komoly kísérletezésbe kezdtek az SSB alkalmazásával a második világháború után.
A Strategic Air Command az SSB alkalmazását 1957-ben vezette be a repülőgépein, mint standard átviteli módot.

## Gyakorlati megvalósítása

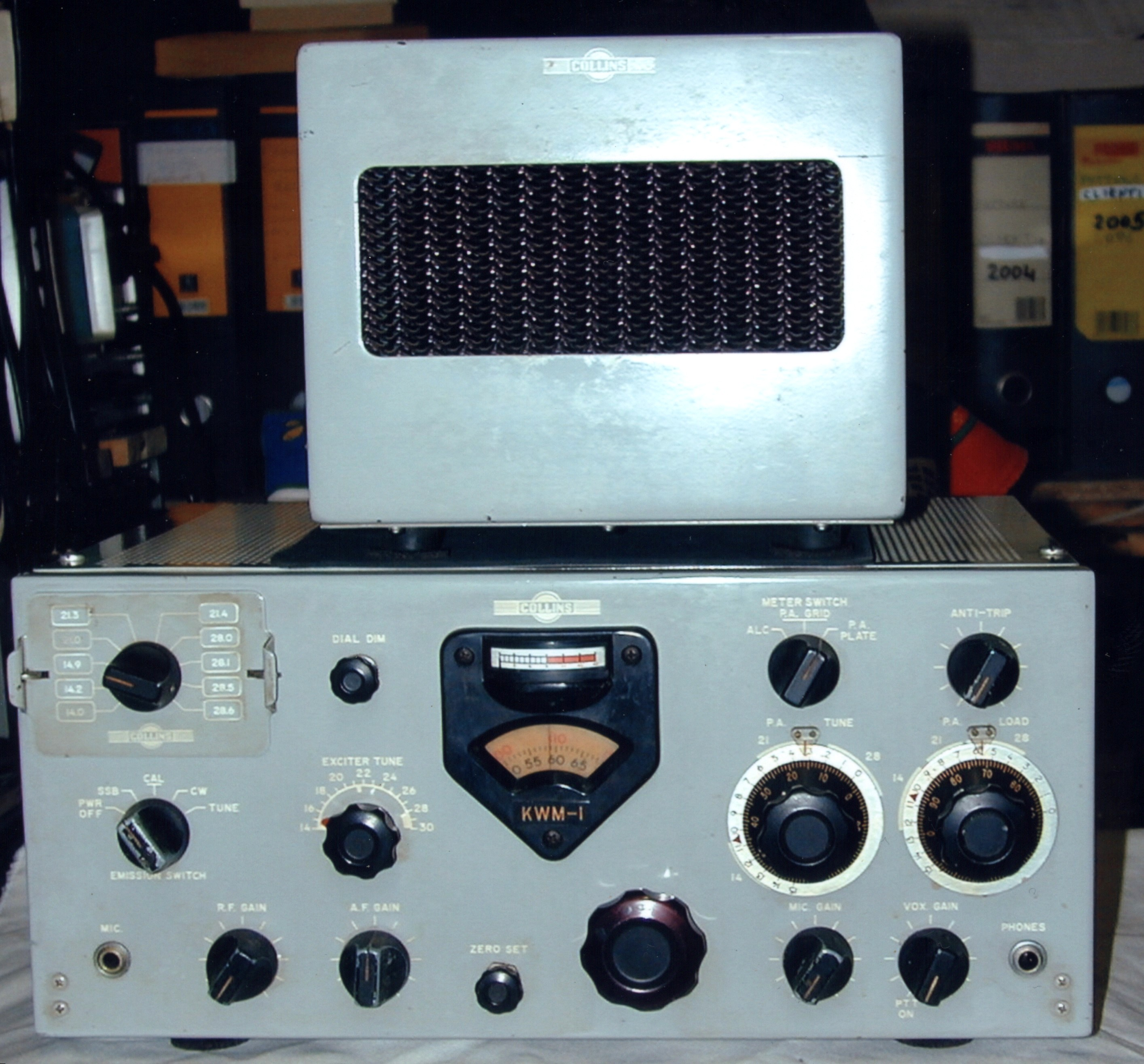
Egy korai amatőr rádió (Collins KWM-1), ami SSB-adás vételére is alkalmas volt

### Frekvenciaspektrum
Az ábrán látható jel (teljes AM moduláció) a vivőjel és a modulálójel összegzéseként keletkezik, a lebegés törvényszerűségeinek megfelelően. Például, ha a Kossuth rádiót 340 Hz frekvenciájú jellel modulálják, az antennán megjelenik az 540 000 Hz + 340 Hz is és az 540000 Hz - 340 Hz is. Az ábrán látható spektrum nagyon sok hangfrekvenciával modulált műsorjelet szemléltet (szöveget, vagy muzsikát). A vivő és az oldalsáv közötti „hézag” azért jön létre, mert a moduláló jel alacsony frekvenciákat (basszus, szubbasszus) nem tartalmaz. Ezért a fent bemutatott spektrumról azt mondhatjuk: tartalmazza (balról jobbra) az alsó oldalsáv, a vivőfrekvencia és a felső oldalsáv spektrumának szuperpozícióját. Ezek némelyike információveszteség nélkül elhagyható, ha a vevő a hiányos spektrumból rekonstruálni tudja az eredeti műsorjelet.
Az elnyomott vivőjű sugárzásnál a hiányzó vivőfrekvenciát a vevőkészüléknek kell pótolnia. DSB (Double Side Band) esetén például kisugározzák az alsó és a felső oldalsávot egyaránt, a vivőfrekvenciát azonban nem. Ez vevő oldalon lehetőséget ad arra, hogy a demodulátor automatikusan megtalálja a vivőfrekvencia helyes értékét, ugyanis melléhangolt állapotban hibajel képződik a kimenetén, amellyel az automatikus frekvenciaszabályozás (hangolás) vezérelhető.

### Sávszűrő alkalmazása
Az egy oldalsávos moduláció megvalósítására az adó oldalán egy módszer a sávszűrő alkalmazása, ami vagy az alsó vagy a felső hangfrekvenciákat szűri ki, amiket így az adónak nem kell kisugároznia. Így beszélhetünk „felső oldalsávos” vagy „alsó oldalsávos” átvitelről. Mivel a beszéd frekvenciaspektruma szimmetrikus, így nem lép fel információvesztés. Leggyakrabban a vivőhullámot vagy teljesen elnyomják, vagy csökkentett teljesítménnyel sugározzák ki. Az SSB adás normál AM-vevővel is fogható, de az emberi beszéd érthetetlen vartyogás lesz.

### Hartley-modulátor
Egy alternatív módszer SSB-jel létrehozására az első ízben Ralph Hartley által alkalmazott modulátor, ami fáziseltolást alkalmazott a nem kívánt oldalsáv elnyomására. Az eredeti jelből két jelet állít elő, amik fázisai egymástól 90°-ban el vannak tolva. Mindkét jel vivőhullámot modulál, amik fázisban szintén 90°-ban el vannak tolva egymástól. A keletkező jelek összeadása vagy kivonása eredményeként alsó- vagy felsőoldalsávos SSB-jel áll elő. Az alapsáv fázisának eltolása nem valósítható meg egyszerűen késleltetéssel, mivel a jel sok frekvenciát tartalmaz. Analóg áramkörökben széles sávú fáziskülönbség áramkört alkalmaznak. Ez a módszer különösen az elektroncsöves korszakban volt népszerű, később rossz híre lett a kereskedelemben kapható, igénytelenül kivitelezett készülékek miatt.
Ez a modulációs módszer az amatőr-rádiózásban és a digitálisan előállított processzoros technikák alkalmazásával lett újra népszerű. Digitális technikával, a Hilbert-transzformáció alkalmazásával a fázistolás olcsón megvalósítható.

### Weaver-modulátor
Másik módszer a Weaver-modulátor alkalmazása, ami csak aluláteresztő szűrőket és kvadratúra-keverőket használ: Kedvelt módszer a digitális módszerek alkalmazásában.
Weaver módszerében az alapsávi jelet az  {\displaystyle \exp(j\omega t)} komplex exponenciálissal átalakítják, amit szinusz és koszinusz modulátorokkal valósítanak meg. Ezt a jelet aluláteresztő szűrőn engedik át, hogy eltávolítsák a nem kívánt oldalsávot. A kapott egy oldalsávos jelet felkonvertálják újabb kvadratúra-keverőkkel.

## Az SSB jel vétele
Az SSB-jel vételére alkalmas vevő első fokozata hasonlóan működik, mint a normál AM- vagy FM-vevőé: a vett jelet erősíti és középfrekvenciára keveri le. Az eredeti jel visszaállításához szükséges a kapott egy oldalsávos jel frekvencia-eltolása, amit „üttető frekvenciás oszcillátor”, vagy „lebegtető oszcillátor” (angolul: beat frequency oscillator - BFO) alkalmazásával állítanak elő. Ehhez a BFO frekvenciáját pontosan kell beállítani. Elhangolás esetén a kapott beszédhang „Donald kacsa”-szerű lesz, ami gyakran érthetetlen. A rádiós kommunikációban a BFO frekvenciájának eltolása megegyezés szerint 1,7 kHz. Egyes vevőkészülékek képesek az eredeti vivőfrekvencia előállítására, ami a kézi hangolást helyettesítheti.

## Szakirodalom
- Sgrignoli, G., W. Bretl, R. and Citta: VSB modulation used for terrestrial and cable broadcasts. IEEE Transactions on Consumer Electronics. v. 41, issue 3, p. 367 - 382.  (1995)
- J. Brittain: Scanning the past: Ralph V.L. Hartley, Proc. IEEE, vol.80,p. 463. (1992)

## Külső hivatkozások
- https://web.archive.org/web/20120128233847/http://wiki.ham.hu/index.php/SSB